# Barraca de Cal Quimet de Cal Ton del Ros
La barraca de Cal Quimet de Cal Ton del Ros, o barraca D-10, o barraca Cb-24, és una barraca de vinya situada al municipi de Subirats (Alt Penedès), a les vinyes de Cal Revella, a 300 m al sud-est de la capella de Sant Sebastià d'Ordal.
És una construcció aixecada en pedra seca situada en superfície plana, de planta circular i forma troncocònica, de 2,00 m de diàmetre interior i una alçada màxima d'1,70 m. A l'interior destaquen tres fornícules, dues a nivell de terra i un altre a mitja alçada de la paret. La construcció és de la tipologia de sostre de falsa volta, típic en aquestes edificacions (acostament de filades de pedra seca, sense cap mena de material d'unió, i amb una gran llosa per tapar el sostre). El llindar de la porta presenta blocs grans irregulars als costats, mentre que el llindar superior és una llosa de grans proporcions col·locada horitzontalment. El portal està encarat al sud-sud-oest, té una alçada de 125 cm, una amplada de 48 cm i un gruix de 80 cm. La barraca encara té al sostre exterior els lliris (planta habitualment utilitzada perquè les seves arrels subjectin la terra que cobreix la volta exteriorment).
Els codis utilitzats en la denominació d'aquesta barraca procedeixen de dos estudis diferents que han intentat sistematitzar la informació sobre aquests elements arquitectònics al terme de Subirats. El primer codi (lletra + número) procedeix d'un estudi realitzat per Araceli Soler i Jaume Rovira. El segon codi (dues lletres + número) correspon a l'estudi realitzat per Crestabocs, Grup de Muntanya d'Ordal. Barraca de Cal Quimet de Cal Ton del Ros és el nom popular.